# Перша Ржевсько-Сичовська операція
Перша Ржевсько-Сичовська операція (також відома як «Ржевська м'ясорубка», Друга битва за Ржев) (30 липня — 1 жовтня 1942) — серія довготривалих бойових дій радянських військ Калінінського й Західного фронтів, проведена з 30 липня по 1 жовтня 1942 за єдиним замислом з метою розгрому німецької 9-ї польової армії (генерал-полковник В.Модель) групи армій «Центр», що оборонялася на Ржевсько-Вяземському виступі.

## Зміст
Замисел операції полягав у тому, щоб одночасними ударами військ лівого крила Калінінського фронту на Ржевському напрямку і правого крила Західного фронту на Сичівському напрямку розгромити основні сили німецької 9-ї армії, ліквідувати Ржевський виступ, опанувати міста Ржев, Зубцов, Сичівка, Гжатськ, а також Вязьмою і міцно закріпитися на рубежі річок Волга, Гжать і Вазуза.
30 липня 1942 почався наступ 30-ї (генерал-лейтенант  Д. Д. Лелюшенко) і 29-ї армій (генерал-майор В. І. Швецов). Того ж дня пішли рясні дощі, які вкрай ускладнили просування радянських військ. До кінця першого дня наступу війська 30-ї армії прорвали оборону 256-ї і 87-ї піхотних дивізій 6-го армійського корпусу на фронті 9 км і на глибину 6-7 км. Успіхи 29-ї армії були скромнішими. До Ржева залишалося 6 кілометрів. Однак подолання цих кілометрів розтягнулося на місяць.
4 серпня в наступ перейшли війська Західного фронту генерала армії Жукова Г. К., які до ранку наступного дня завершили прорив головної смуги оборони противника, а до кінця дня розширили його до 30 км по фронту і 25 км углиб. Для розвитку успіху 6 серпня була введена в бій рухома група фронту (2 танкових і 1 кавалерійський корпус). Командування групи армій «Центр» під загрозою втрати Ржевського виступу підсилило 9-ту армію 3 танковими та 2 піхотними дивізіями і завдало контрудару з районів Сичівка і Карманова в загальному напрямку на Погоріле Городище. З 7 по 10 серпня на підступах до р. Вазуза і Гжать розгорнувся великий зустрічний бій, у якому з обох боків взяло участь до 1 500 танків і майже всі війська, призначені для дій на зубцовському, сичовському та кармановському напрямках.
8 серпня в битву була введена також 5-та армія Західного фронту із завданням прорвати ворожу оборону на всю тактичну глибину і з'єднатися з лівофланговими частинами 20-ї армії. Радянським військам не вдалося досягти значних територіальних успіхів, однак вони зірвали контрудар противника, завдали йому поразки і змусили перейти до оборони на рубежі р. Вазуза і Гжать, с. Карманове.
Надалі війська правого крила Західного фронту продовжували вести бої за розширення захоплених на лівих берегах Вазузи і Гжаті плацдармів і на підступах до Карманова та Бикова. Використовуючи успіх Західного фронту, 30-та і 29-та армії в другій половині серпня вийшли на підступи до Ржеву. 23 серпня війська 31-ї армії за допомогою військ 29-ї армії звільнили Зубцов, а війська 20-ї армії — Карманово. На цьому наступальні можливості радянських військ були вичерпані.
Протягом місяця запеклих боїв, що тривали аж до 27 вересня військам 30-ї армії вдалося зайняти Ржев, проте, німецькі резерви, що підійшли, вибили радянські війська з міста. Місто залишилося за противником.
1 жовтня 1942 чергова битва за Ржев закінчилася.
У ході операції радянські війська просунулися на захід на 40-45 км, звільнили 3 районних центри, але поставлених цілей не досягли. Були виконані додаткові завдання: відволікання в центр радянсько-німецького фронту значних сил противника та нанесення йому значної шкоди в живій силі і техніці[джерело?].